# Yorkville (Illinois)
Yorkville (offizieller Name United City of Yorkville) ist eine Stadt und Verwaltungssitz des Kendall County im Nordosten des US-amerikanischen Bundesstaates Illinois. Das U.S. Census Bureau hat bei der Volkszählung 2020 eine Einwohnerzahl von 21.533 ermittelt. Die Stadt liegt inmitten der am schnellsten wachsenden Regionen von Illinois, das Kendall County ist die am viertschnellsten wachsende Region in den gesamten USA.

## Geografie
Yorkville liegt auf 41°39'57" nördlicher Breite und 88°26'31" westlicher Länge. Die Stadt erstreckt sich über 18,3 km², die sich auf 18,0 km² Land- und 0,3 km² Wasserfläche verteilen.
Durch Yorkville fließt der Fox River, ein Nebenfluss des Illinois River.
Yorkville liegt 78,4 km westsüdwestlich von Chicago.
Durch Yorkville führen eine Bahnlinie und die Illinois State Route 71 von Chicago kommend in südwestlicher Richtung. Parallel dazu verläuft im Norden der Stadt der U.S. Highway 34. Im Zentrum der Stadt kreuzt die Illinois State Route 47.
Von Yorkville sind es 261 km in südsüdöstlicher Richtung, die Quad Cities liegen 208 km im Westen, über das 119 km entfernte Rockford sind es 239 km in nordnordwestlicher Richtung in Wisconsins Hauptstadt Madison. Milwaukee, die größte Stadt von Wisconsin, liegt 202 km im Nordosten.

## Geschichte

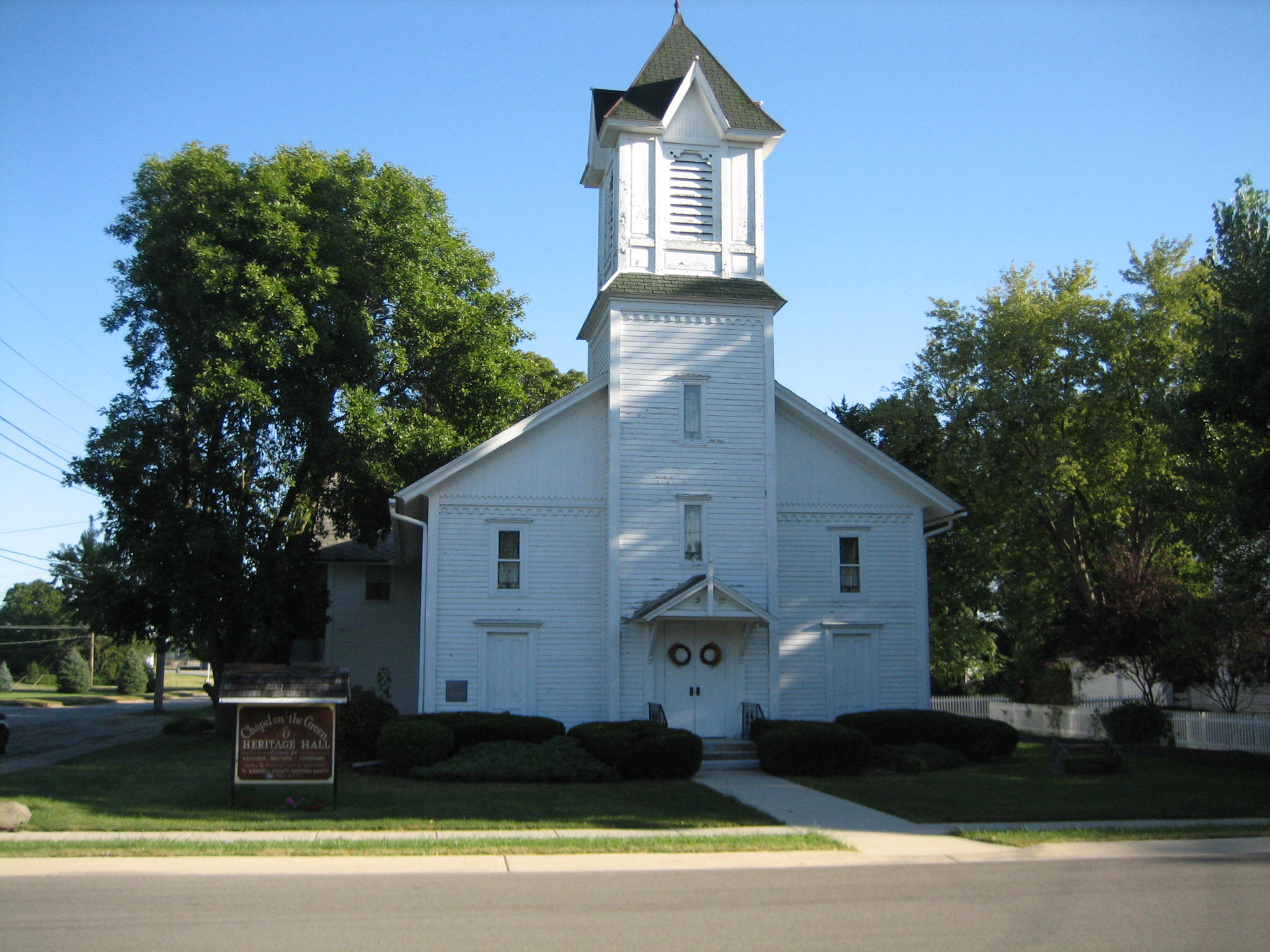
The Chapel on the Green ist die älteste Kirche im Kendall County

1836 wurde Yorkville von den ersten Siedlern gegründet. 1841 wurde Yorkville zum Sitz der Verwaltung des neu gebildeten Kendall County. 1864 wurde das neue Gerichtsgebäude eingeweiht, das auch heute die Silhouette der Stadt beherrscht, obwohl 1997 ein neues Gebäude bezogen wurde.
Yorkville profitierte im 19. Jahrhundert auch von der Eisenbahn. Um 1870 entstanden viele Fabriken entlang der Gleise, von denen einige Gebäude heute noch stehen.
Yorkville bestand aus zwei durch den Fox River voneinander getrennten Städten mit separaten Stadtverwaltungen: Bristol und Yorkville. 1957 wurde beschlossen, beide Städte zu vereinigen und die United City of Yorkville zu gründen.

## Demografische Daten
Bei der Volkszählung im Jahre 2000 wurde eine Einwohnerzahl von 6189 ermittelt. Diese verteilten sich auf 2220 Haushalte in 1665 Familien. Die Bevölkerungsdichte lag bei 339,3/km². Es gab 2291 Gebäude, was einer Bebauungsdichte von 325,3/km² entsprach.
Die Bevölkerung bestand im Jahre 2000 aus 96,99 % Weißen, 0,42 % Afroamerikanern, 0,19 % Indianern, 0,39 % Asiaten und 0,78 % anderen. 1,23 % gaben an, von mindestens zwei dieser Gruppen abzustammen. 2,94 % der Bevölkerung bestand aus Hispanics, die verschiedenen der genannten Gruppen angehörten.
30,0 % waren unter 18 Jahren, 7,9 % zwischen 18 und 24, 33,6 % von 25 bis 44, 18,7 % von 45 bis 64 und 9,8 % 65 und älter. Das durchschnittliche Alter lag bei 33 Jahren. Auf 100 Frauen kamen statistisch 96,7 Männer, bei den über 18-Jährigen 91,8.
Das durchschnittliche Einkommen pro Haushalt betrug $60.391, das durchschnittliche Familieneinkommen $67.521. Das Einkommen der Männer lag durchschnittlich bei $49.120, das der Frauen bei $30.977. Das Pro-Kopf-Einkommen belief sich auf $24.514. Rund 0,4 % der Familien und 1,4 % der Gesamtbevölkerung lagen mit ihrem Einkommen unter der Armutsgrenze.

## Bekannte Bewohner
- Dennis Hastert (* 1942), früherer Sprecher des Repräsentantenhauses – arbeitete einige Jahre als Lehrer in Yorkville
- Andy Richter (* 1966), Schauspieler und Entertainer – wuchs in Yorkville auf